# Cuarenta Casas

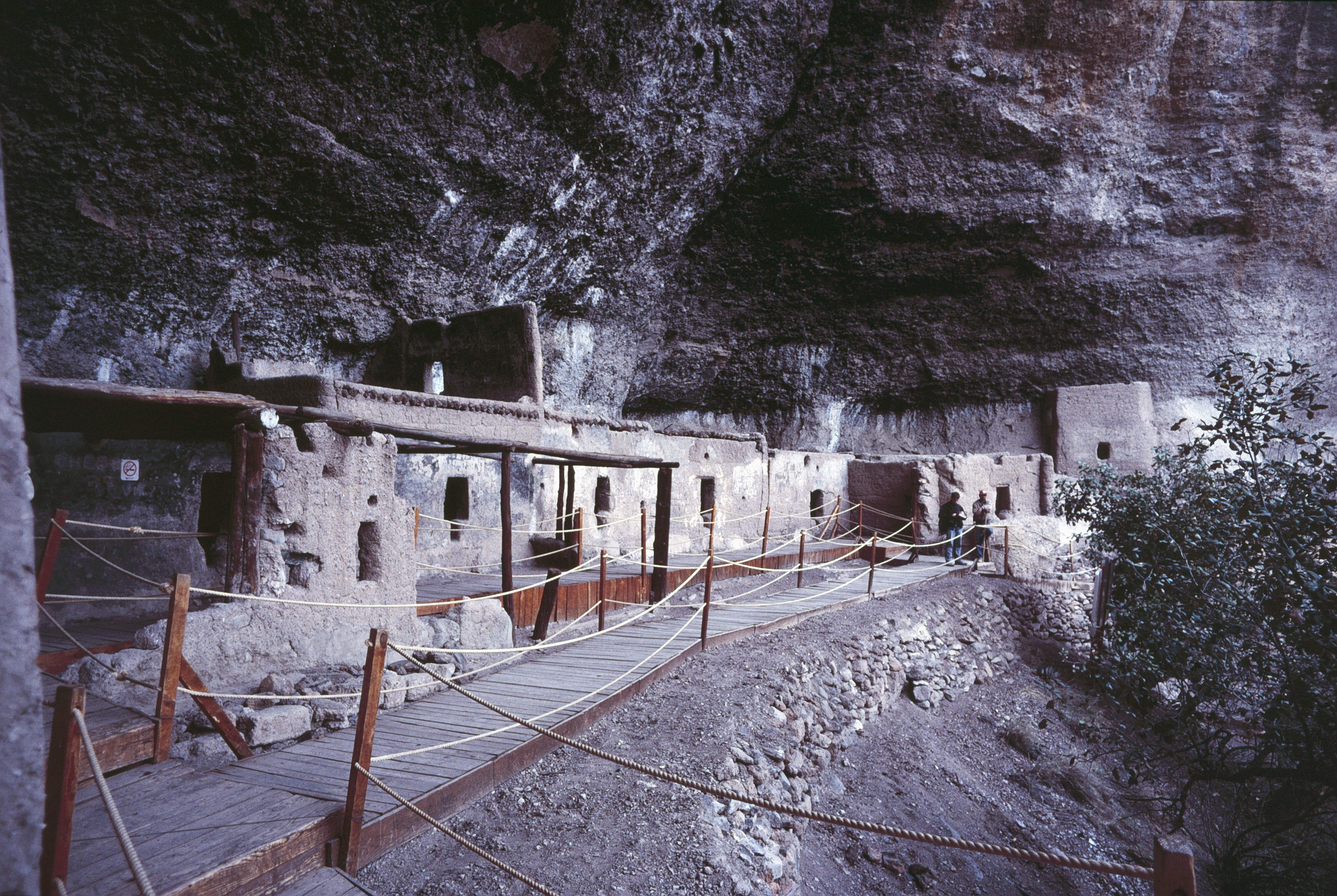
Das große Gebäude der Cueva de las Ventanas, im Hintergrund Raum 5

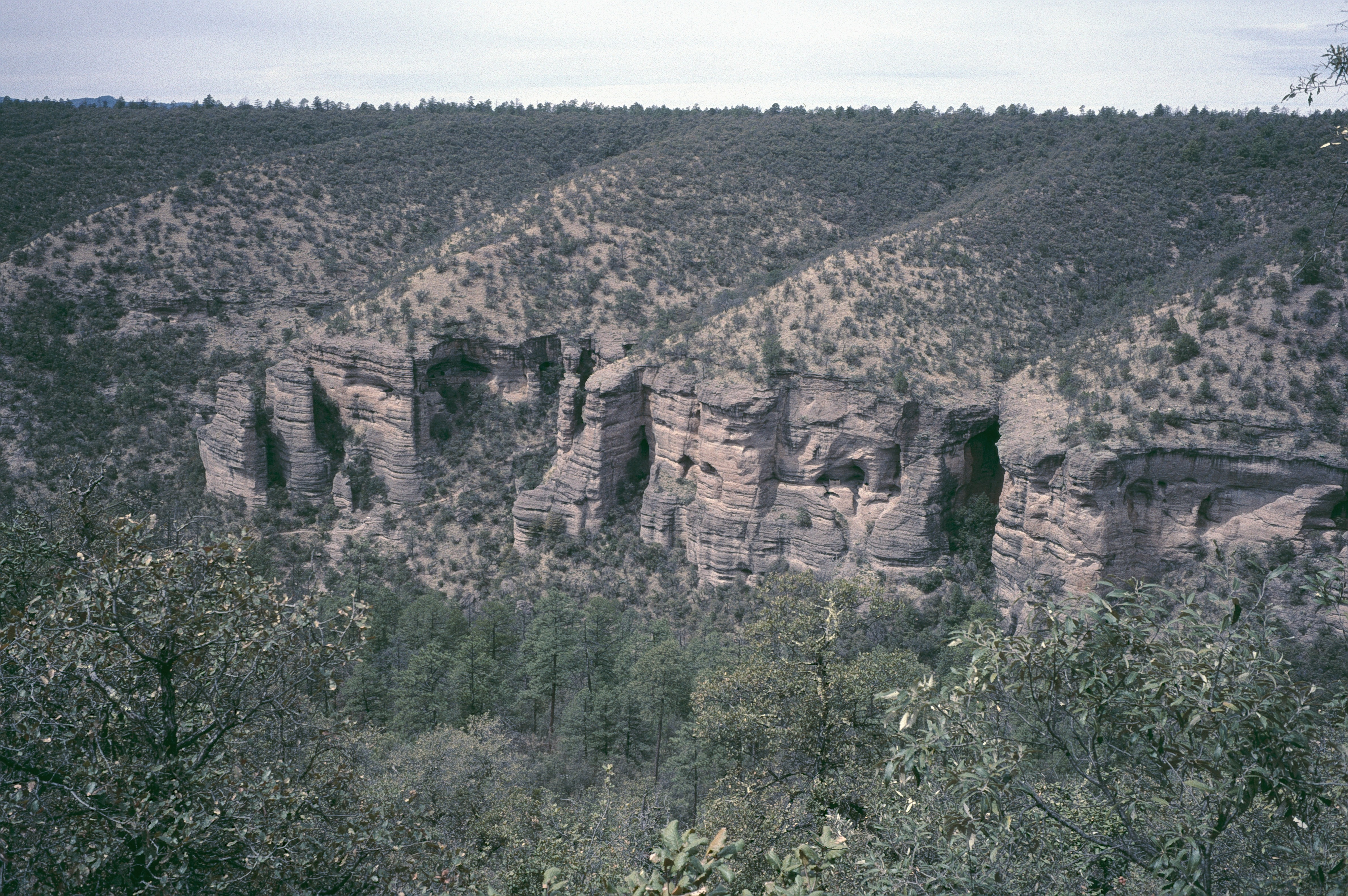
Die Felswand mit den Höhlenbauten, die Cueva de las Ventanas befindet sich links der Bildmitte am oberen Rand eines bewachsenen Schuttkegels

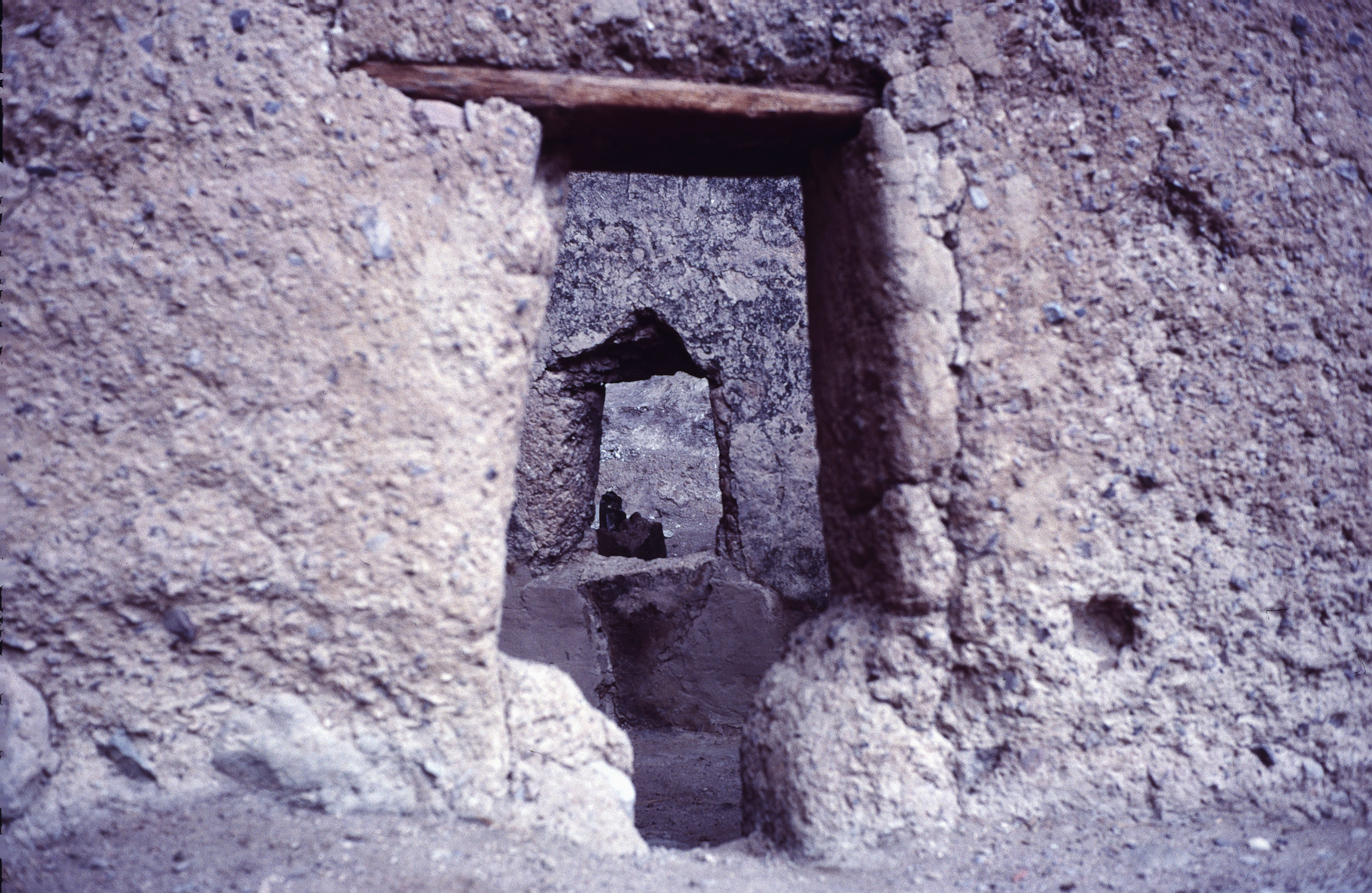
Typischer T-förmiger Türdurchgang

Cuarenta Casas (spanisch; Vierzig Häuser) bezeichnet eine Reihe von eng benachbarten Höhlenbauten im westlichen Teil des mexikanischen Bundesstaates Chihuahua. Sie liegt am nordwestlichen (d. h. der Sonne zugewandten) Felsrand des kleinen Wasserlaufes Arroyo del Garabato, rund 41 km nördlich der Kleinstadt Madera.

## Forschungsgeschichte
Die Ruinenstätte wurde Ende des 19. Jahrhunderts erstmals dokumentiert und oberflächlich untersucht durch den Norweger Carl Lumholtz, der in dieser Zeit das Bergland der Sierra Madre Occidental durchstreifte. Die archäologische Einordnung gelang erst im Zusammenhang mit den Forschungen des nordamerikanischen Archäologen Charles DiPeso in Paquimé, früher als Casas Grandes bekannt. Danach entstanden die Höhlensiedlungen im Verlauf der so genannten Buena Fe-Phase von Paquimé zwischen 1060 und 1205. Der Niedergang der kleineren Fundorte wie Cuarenta Casas wurde ausgelöst durch die Zerstörung von Paquimé um das Jahr 1340. Nach europäischen Berichten haben sich aber bis ins 17. Jahrhundert Nachkommen der früheren Bewohner in der Region und in den Ruinen aufgehalten.

## Allgemeines
Die archäologische Fundstelle besteht aus rund einem Dutzend kleiner Bauten unter Felsüberhängen (Abris) oder in seichten Höhlen, bis zu 100 m über der Sohle der Schlucht. Die Zahl von vierzig Häusern ist nicht wörtlich zu nehmen und soll eher eine größere Zahl ausdrücken. Die Bauten bestehen aus Adobe, teilweise aus Tapia. Zur Verstärkung und für die Dächer (zugleich die Fußböden des zweiten Stockwerkes) wurden Fichtenstämme eingebaut. Charakteristisch sind die T-förmigen Türdurchgänge. 

### Cueva de las Ventanas
Der größte Komplex von Cuarenta Casas, die Cueva de las Ventanas (Höhle der Fenster), besteht aus einer zweistöckigen Konstruktion. Im Erdgeschoss befinden sich ungefähr 15 Räume, wobei von zwei langgestreckten gangartigen Räumen (deren Vorderwand zum größten Teil nicht mehr erhalten ist) der Zugang zu den kleineren, quadratischen Räumen der dahinter liegenden Reihe gegeben ist. So gut wie ausschließlich auf diesen Räumen ruhen die 11 Räume des zweiten Stockwerkes, von denen aber kaum mehr etwas erhalten ist. Eine sichere Rekonstruktion ist jedoch auf Grund alter Fotografien (besonders jenen von Lumholtz) möglich. Ausgrabungen gaben Hinweise, dass Raum 5, auf einem Felsen etwas erhöht gelegen, ein Maisspeicher war. In einem der benachbarten Räume wurde das Grab eines jungen Mannes gefunden. Die Wandmalereien, von denen Lumholtz berichtete, sind nicht mehr sichtbar. 